# Головное (Ростовская область)
Головно́е — посёлок в Волгодонском районе Ростовской области.
Входит в состав Прогрессовского сельского поселения.

## Население
| 1989 | 2002 | 2010 |
| ---- | ---- | ---- |
| 19   | ↗24  | ↗50  |

## Улицы
В поселке имеется одна улица: Центральная.